# Coptocercus weiri
Coptocercus weiri är en skalbaggsart som beskrevs av Wang 1995. Coptocercus weiri ingår i släktet Coptocercus och familjen långhorningar. Inga underarter finns listade i Catalogue of Life.